# Andrea Colpani
Andrea Colpani (* 11. Mai 1999 in Brescia) ist ein italienischer Fußballspieler. Der Mittelfeldspieler steht aktuell bei der AC Monza unter Vertrag.

## Karriere

### Verein
In seiner Jugend spielte Colpani für Atalanta Bergamo und durchlief hier auch mehrere U-Mannschaften. Während seiner Zeit in der U19 wurde er für den Verlauf der Saison 2019/20 zu Trapani Calcio verliehen und kam in der Serie B zu einigen Einsätzen. Am Ende der Spielzeit stieg Trapani ab und Colpani kehrte zu Atalanta zurück. Gleich anschließend ging es für ihn auf Leihbasis zum AC Monza. Hier verbrachte er zwei Spielzeiten als Leihspieler und verhalf der Mannschaft zum Aufstieg in die Serie A. Zur Spielzeit 2022/23 wechselte er fest zu Monza, was durch eine Übernahmeklausel im Leihvertrag notwendig wurde. Mit acht Treffern war er in der Saison 2023/24 Top-Torschütze seines Klubs. Für die Saison 2024/25 spielte Colpani auf Leihbasis für die AC Florenz.

### Nationalmannschaft
Mit der italienischen U20 nahm er an der U20 Elite League 2018/19 sowie der später abgebrochenen Saison 2019/20 teil. Auch war er Teil des Kaders bei der Weltmeisterschaft 2019, wo er in vier Partien zum Einsatz kam und am Ende den vierten Platz erreichte. Im Herbst 2020 kam er zudem noch zu ein paar Einsätzen mit der U21.
Im November 2023 wurde Colpani von Luciano Spalletti für die zwei EM-Qualifikationsspiele der Nationalmannschaft nominiert, kam jedoch zu keinem Einsatz.